# Elliott, il drago invisibile
Elliott, il drago invisibile (Pete's Dragon) è un film in tecnica mista del 1977 diretto da Don Chaffey e prodotto dalla Disney. È il primo film della Disney ad essere stato registrato in Dolby Stereo e ad essere distribuito in videocassetta. Il film narra delle avventure di un ragazzino - Peter - che si svolgono in un piccolo villaggio del Maine all'inizio del XX secolo insieme al suo amico Elliott, un drago in grado di diventare invisibile, particolarità che porta Peter ad avere guai con la popolazione locale.

## Trama
Elliott è un grosso e simpatico drago verde animato con piccole ali rosa ed una capigliatura scarlatta ed è in grado di diventare invisibile e di mostrarsi visibile a suo piacimento. Egli è l'unico amico di Peter, un bambino orfano che viene sfruttato dai Gogan, delle persone che l'hanno comprato e hanno la sua custodia attraverso un contratto. Grazie all'aiuto di Elliott, il ragazzo riesce a sottrarsi al loro controllo e a rifugiarsi in un piccolo borgo marinaro chiamato Passamaquoddy dove, a causa degli scherzi del suo amico invisibile (impronte lasciate sul cemento fresco, rumori inspiegabili, e così via), Peter non è visto di buon occhio.
Mentre si nasconde dagli abitanti inferociti, davanti ad un bar, il ragazzo fa la conoscenza di Lampada, il custode del faro, e fa amicizia con sua figlia Nora, alla quale confida le sue peripezie e l'esistenza di Elliott. La ragazza, colpita dalla sua storia, pur non credendo all'esistenza del drago, decide di ospitare Peter in casa sua. Peter, riconoscente, decide di ricambiarla: Paul, fidanzato di Nora, era scomparso in mare alla vigilia delle loro nozze e da allora non aveva mai ricevuto notizie, così Peter fa vedere la foto dell'uomo a Elliott nella speranza che lo trovi.
Nel frattempo al villaggio giunge anche il perfido Dr. Terminus, un medico imbroglione assistito da Gnocco, il suo fido ma tonto compare. Venuto a sapere da Lampada, ubriaco, della storia di Peter e del suo drago, il truffatore decide di sfruttare la faccenda a proprio vantaggio: riconsegnare il ragazzo ai Gogan, che sono nel frattempo giunti a Passamaquoddy, impadronirsi di Elliott e ucciderlo per creare "medicinali" da vendere ai propri clienti. Il Dr. Terminus infatti, avendo esaminato un suo vecchio libro, sull'anatomia dei draghi, scopre che la carne di drago può curare qualsiasi malattia al mondo, e ciò lo farebbe diventare schifosamente ricco e famoso. Il piano però va in fumo: Elliott infatti riesce a liberarsi, poi brucia il contratto dei Gogan e rende la libertà anche a Peter.
Elliott riesce anche a diventare un eroe: in seguito ad un guasto del faro, con la propria fiamma ne riaccende la lampada, in questo modo impedisce ad una nave di schiantarsi contro gli scogli. Sulla nave peraltro c'è anche Paul, il fidanzato di Nora, che è tornato finalmente a casa. In seguito a questo gesto sia Elliott che Peter vengono riabilitati agli occhi della popolazione, testimone di tutte queste stupefacenti azioni. Peter oramai si è stabilito da Lampada e Nora che è finalmente felice, e questo significa per Elliott che è giunto il momento dell'addio: il drago infatti è costretto ad allontanarsi poiché, in un'altra parte del mondo, c'è un altro bambino in difficoltà. E così, dopo un commovente saluto, Elliott vola via, verso la sua prossima missione.

## Personaggi

Elliott

- Peter: è il padroncino di Elliot, è un ragazzino gentile, amichevole ed educato che scappa dalla sua violenta famiglia adottiva. Fino all'incidente della scuola nessuno, a parte Lampada, crede all'esistenza del drago animato, accusando Peter di tutti gli incidenti causati da Elliott.
- Elliott: è un drago animato che ha il potere di rendersi invisibile. Combina molti disastri in città, ma nessuno crede alla sua esistenza. Il dottor Terminus vuole catturarlo per fare delle "pozioni" con le sue parti.
- Nora: è la figlia di Lampada, una ragazza decisa ma anche dolce, carina e gentile. Decide di adottare Peter, tuttavia inizialmente non crede all'esistenza di Elliott. Alla fine del film ritrova il suo fidanzato Paul.
- Lampada (Lampie): è il guardiano del faro e insieme a sua figlia Nora adotterà Peter. Fin dall'inizio crede all'esistenza di Elliott, dato che lo ha visto anche lui davanti al saloon, ma tutti lo credono pazzo.
- Il Dottor Terminus: è un uomo avido e crudele, che vuole catturare Elliott per fare delle pozioni con i suoi pezzi.
- Gnocco (Hoagy): è l'inetto assistente del dottor Terminus che intende aiutarlo con le pozioni.
- I Gogans: sono la famiglia adottiva di Peter. Sono in quattro: Merle e Lena, i genitori, e i loro figli Grover e Willie. Sono dei rozzi campagnoli dall'aspetto trasandato e molto minaccioso. Quando trovano Peter a Passamaquoddy vogliono portarlo via con sé a tutti i costi, con la scusa che sono riconosciuti dalla legge come la sua famiglia, ma in realtà vogliono solo usarlo come servo.

## Colonna sonora
1. The Happiest Home in These Hills - Lena, Merle, Grover, Willie
2. Boo Bop Bop Bop Bop (I Love You, Too) - Pete, Elliott
3. I Saw a Dragon - Lampie, Nora, Townsmen
4. It's Not Easy - Nora, Pete
5. Passamaquoddy - Dr. Terminus, Hoagy, Townsfolk
6. Candle on the Water - Nora
7. There's Room for Everyone - Nora, Pete, Children
8. Every Little Piece - Hoagy, Dr. Terminus
9. Brazzle Dazzle Day - Nora, Lampie, Pete
10. Bill of Sale - Nora, Lena, Merle, Grover, Willie
11. I Saw a Dragon (Reprise) - Townsmen
12. Brazzle Dazzle Day (Reprise) - Pete, Nora, Lampie, Paul

## Distribuzione
Il film venne distribuito negli Stati Uniti il 3 novembre 1977 e in Italia il 27 ottobre 1978.

### Edizione italiana
La versione italiana del film è stata curata da Roberto De Leonardis; il doppiaggio venne eseguito dalla C.V.D. presso la International Recording sotto la direzione di Mario Maldesi. La direzione musicale del film venne affidata a Pietro Carapellucci.

## Edizioni home video
In Italia il film è uscito in home video in diverse edizioni: in film super 8 sonoro a colori, in VHS nell'ottobre 1992 e nell'agosto 1997 e in DVD nel 2003.

## Riconoscimenti
Academy Awards - Oscar
Il film è stato candidato per due Academy Awards
- Academy Award per miglior canzone originale - Al Kasha e Joel Hirschhorn per "Candle on the Water"
- Academy Award per migliore colonna sonora - Al Kasha, Joel Hirschhorn e Irwin Kostal

Academy of Science Fiction, Fantasy and Horror Films Awards
Il film è stato candidato per quattro Saturn Awards
- Saturn Award per miglior film fantasy
- Saturn Award per miglior attore non protagonista - Red Buttons
- Saturn Award per migliori costumi
- Saturn Award per migliori effetti speciali

Golden Globes
l'Hollywood Foreign Press Association ha candidato il film per un Golden Globe Award
- premio per miglior colonna sonora originale - Al Kasha and Joel Hirschhorn

## Remake live-action
Il 12 agosto 2016 è uscito nelle sale americane un remake live-action del film, sotto la regia di David Lowery.